# Miel Govaërt
Emile François (Miel) Govaërt (Amersfoort, 24 december 1955) is een Nederlands ondernemer en voormalig langebaanschaatser gespecialiseerd in de sprintafstanden.
Govaërt was in 1976 derde bij het Nederlands kampioenschap schaatsen junioren. Tussen 1977 en 1982 nam hij deel aan het Nederlands kampioenschap schaatsen sprint. Govaërt werd in 1978 en 1979 Nederlands kampioen en werd in 1982 tweede. Hij nam drie keer (1978, 1979 en 1982) deel aan de wereldkampioenschappen schaatsen sprint met een 9e plaats in 1982 als beste resultaat.
Hij deed een makelaarsopleiding en ging in het door zijn vader en naamgenoot opgerichte makelaarskantoor werken. In 1987 werd het kantoor overgenomen door Kamerbeek en Govaërt vertrok daarna naar Curaçao waar hij werkzaam was als vastgoedconsultant, en daarnaast deelnam aan zeilwedstrijden in de catamaran. Tussen 2000 en 2002 was hij directeur bij Kamerbeek en tussen 2004 en 2022 vastgoeddirecteur bij World Trade Center (Amsterdam). Sinds medio 2022 is Govaërt mede-eigenaar en hoofdredacteur van Zuidas Today, een multimedia platform over de Zuidas in Amsterdam.